# Kjartan Sveinsson

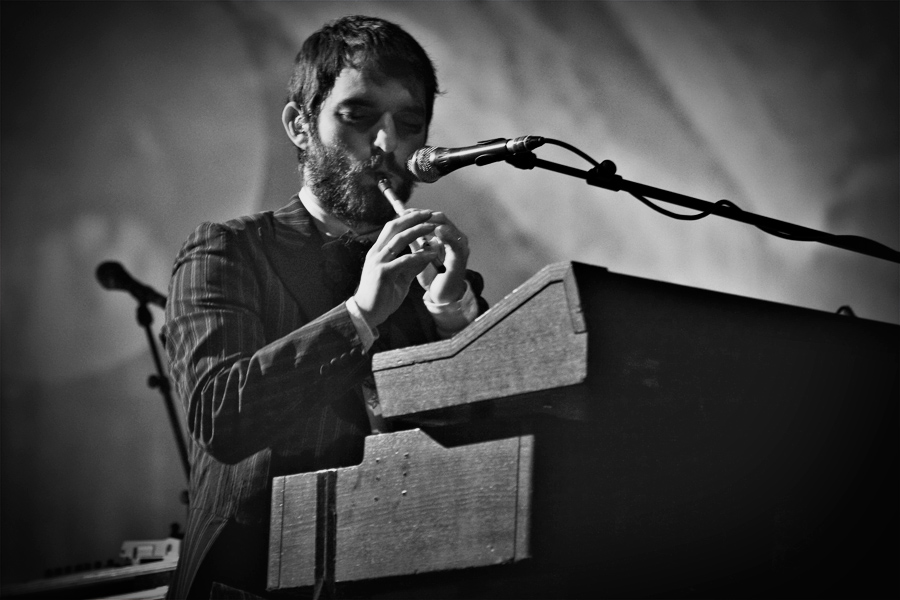
Kjartan Sveinsson

Kjartan Sveinsson o Kjarri (Islandia, 2 de enero de 1978). Teclista de la banda islandesa de post-rock Sigur Rós. Toca una amplia variedad de instrumentos como flauta, flauta irlandesa, oboe y banjo, así como varios de los poco comunes instrumentos que contribuyeron a dar el sello particular del sonido de Sigur Rós, asimismo también toca la guitarra.
Kjartan también compone bajo el seudónimo de El Viajero Solitario junto a su compañero de la banda Orri Páll Dýrason y la violinista de Amiina Maria Huld Markan Sigfúsdóttir (con quién contrajo matrimonio en 2001). El Viajero Solitario provee a Sigur Rós de canciones acústicas. Kjartan compuso la música para el cortometraje nominado al Oscar La última granja y también contribuye a los arreglos orquestales de Sigur Rós.
- Datos: Q2363917
- Multimedia: Kjartan Sveinsson / Q2363917